# Арцахская общественная телерадиокомпания
Арцахская общественная телерадиокомпания (арм. Արցախի Հանրային Հեռուստառադիոընկերություն) — телерадиокомпания непризнанной Нагорно-Карабахской Республики (НКР).

## История
В 1920-х года в Нагорно-Карабахской автономной области Азербайджанской ССР было создано телевидение в рамках программы создания местных телевизионных каналов в самоуправляемых республиках и областях СССР.
1 июня 1988 года вышла первая программа современного телевидения НКР. В 2003 году с принятием закона «О телевидении и радио» Арцахская общественная телерадиокомпания получила статус общественной.
С 1 марта 2019 компания вдвое увеличила эфирное время вещания на территории Арцаха вместо прежних 4 часов до 8 часов. 
В ноябре 2019 г. между Общественной телекомпанией Армении и Арцахская общественная телерадиокомпанией был подписан меморандум о сотрудничестве.
В 2022г. в НКР был создан Общественный совет, в который от телекомпании вошла тележурналист Ина Петросян.
Число потенциальных телезрителей около 130 000 человек.
Председателем совета компании являлся Норек Гаспарян.

## Главные редакторы
- Марсель Петросян (1988—1990)